# خوش‌بال شووت
خوش‌بال شووت (نام علمی: Euptera choveti) نام یک گونه از سرده خوش‌بال‌ها است.